# Damenorchester Salome
Das Damenorchester Salome ist ein Konzert-, Show- und Tanzorchester aus Berlin, das eine Mischung aus Swing und Jive, Latin und Soul spielt.

## Geschichte
Im November 1997 wurde das Orchester von der Pianistin und Arrangeurin Bettina Erchinger und dem Gitarristen und Komponisten Paul Esslinger in Berlin als professionelles Unterhaltungsorchester gegründet. Der erste öffentliche Auftritt fand im Februar 1998 im „Cafe Pio“  in Berlin-Kreuzberg statt. Es folgten viele weitere Auftritte bei Konzerten, Galas und Bällen, Festivals, Show- und Sportevents.
Als Besetzung wurde eine eher ungewöhnliche Formation mit Schlagzeug, E-Bass, Keyboard/Piano, drei Saxophonen (Flöte/Klarinette) und zwei Sängerinnen gewählt. Als Bezeichnung dieser Besetzung wurde von dem Gründer-Duo der Begriff „Pocket Big Band“ geprägt.
Das Repertoire des Ensembles besteht zum überwiegenden Teil aus Coverversionen bekannter Songs der 1920er bis 1990er Jahre. Kennzeichen des Repertoires ist ein breiter stilistischer Querschnitt.
Seit dem Jahr 2001 tritt das Orchester auch in der Instrumentierung als Brassband auf mit drei Saxophonen, Trompete, Sousaphon, Banjo, Snaredrum und Bassdrum auf. Das Repertoire für diese Instrumentierung besteht zum großen Teil aus Kompositionen von Erchinger und Esslinger.
Das Orchester gab unter anderem Konzerte in der Philharmonie Berlin,  beim Dixieland Festival Dresden, bei der Potsdamer Schlössernacht und auf den Seepromenaden in Binz und Borkum. Als Gala- und Ballorchester trat das Ensemble u. a. beim Bundespresseball und beim Sommerfest des Bundespräsidenten in Berlin auf. Auch im Fernsehen wie z. B. bei der NDR-Talkshow war die Band zu sehen. Als Konzert-Show-Orchester wurde das Damenorchester u. a. mit dem Showpreis 2011 Stuttgart ausgezeichnet.

## Diskografie
- Lets do it  CD, 10 Titel (2000)
- Live in Berlin  CD, 9 Titel  (2003)
- Insellieder  CD, 13 Titel  (2005)
- Jonglage  CD, 12 Titel  (2007)
- Sommerland  CD, 1 Titel  (2008)
- Shout  CD, 13 Titel  (2010)
- Yodel-Song  CD, 1 Titel  (2010)
- Upside down  CD, 12 Titel  (2011)